# Shrek (videogioco)
Shrek è un videogioco messo in commercio in contemporanea con l'omonima pellicola cinematografica, in esclusiva per la console Xbox, successivamente è stata messa in commercio una conversione uscita per Nintendo GameCube chiamata Shrek Extra Large.

## Trama
Lo Specchio magico consegna un messaggio importante per Shrek. Il terribile mago malvagio Merlino ha catturato l'incantevole Principessa Fiona e l'ha rinchiusa nella sua Fortezza Oscura del Male Profondo, dove una nebbia densa e inquietante l'avvolge. L'unico sistema per diradare la nebbia è ottenere l'accesso per realizzare i Buoni Propositi attraverso le Terre Incantate. Per aiutarlo, lo Specchio magico dà a Shrek un Libro dei Buoni Propositi e gli offre di teletrasportarlo nei luoghi in cui i Buoni Propositi sono richiesti.

## Modalità di gioco
Appena iniziato il gioco, si devono raggiungere i pozzi di addestramento degli orchi, nella Palude di Shrek. Tale sezione del gioco ha la finalità di impratichire il giocatore con i comandi.
Una volta completati tutti i compiti nei Campi di addestramento, saltando nello Specchio magico si verrà trasportati sulla Mappa del Mondo: essa contiene modelli in stereoscopia che rappresentano ciascuna delle otto Terre Incantate che costituiscono il mondo di "Shrek".
In queste Terre si dovrà completare i cosiddetti Buoni Propositi, ossia delle missioni (sei per Terra) vincendo le quali si arriverà sempre più vicini alla Fortezza Oscura del Male Profondo di Mago Merlino. Si avrà, inoltre, a disposizione un libro (il libro dei Buoni Propositi), il quale elencherà le sei missioni da compiere e darà dei suggerimenti su come portarle a termine.